# Kristoffer Halvorsen
Kristoffer Halvorsen (Kristiansand, 13 april 1996) is een Noors voormallig wielrenner.

## Carrière
In maart 2016 sprintte Halvorsen naar een tweede in plek in Nokere Koerse, achter winnaar Timothy Dupont. Een maand later won hij met zijn ploeg de ploegentijdrit in de ZLM Tour. Ook won hij in 2016 de GP Isbergues en de 3e etappe van de Ronde van de Toekomst. Op 13 oktober werd hij in het Qatarese Doha wereldkampioen op de weg bij de beloften.
In maart 2017 sprintte Halvorsen naar een zege in Handzame Classic. Later dat jaar won hij een etappe en het puntenklassement in de Ronde van de Toekomst. In 2018 maakte hij de overstap naar Team Sky.

## Overwinningen
2013
3e etappe Ronde van Istrië
1e etappe Trofeo Karlsberg
2016
1e etappe ZLM Tour (ploegentijdrit)
3e etappe Ronde van de Toekomst
GP van Isbergues
Etappe 3B en 4e etappe Olympia's Tour
 Wereldkampioen op de weg, Beloften
2017
Handzame Classic
3e etappe Ronde van de Toekomst
Puntenklassement Ronde van de Toekomst
2019
5e etappe Herald Sun Tour
5e etappe Ronde van Noorwegen
 Jongerenklassement Ronde van Noorwegen
2021
3e etappe Ronde van Slowakije

## Resultaten in voornaamste wedstrijden
| Jaar | Gent-Wevelgem | Ronde van Vlaanderen | Parijs-Roubaix | Omloop Het Nieuwsblad | Kuurne-Brussel-Kuurne |
| ---- | ------------- | -------------------- | -------------- | --------------------- | --------------------- |
| 2018 | 123e          |                      |                |                       |                       |
| 2019 | 55e           |                      |                |                       |                       |
| 2020 |               |                      |                | opgave                | 11e                   |
| 2021 |               |                      |                |                       | 48e                   |
| 2022 | 86e           | opgave               | buit.tijd      |                       |                       |
| 2023 |               | opgave               | opgave         |                       | 47e                   |

## Ploegen
- 2015 –  Team Joker (stagiair vanaf 1 augustus)
- 2016 –  Team Joker Byggtorget[1]
- 2017 –  Joker Icopal
- 2018 –  Team Sky
- 2019 –  Team INEOS[2]
- 2020 –  EF Education First Pro Cycling
- 2021 –  Uno-X Norwegian Development Team
- 2022 –  Uno-X Pro Cycling Team
- 2023 –  Uno-X Pro Cycling Team

Borgersen · Eiking · Hoelgaard · Hoem · Jansen · Korsæth · Laengen · Lindau · Lunke · Skaarseth · Stien · Wilson · Halvorsen (stagiair)
van Baarle · Basso · Bernal · Castroviejo · de la Cruz · Deignan · Dibben · Doull · Elissonde · Froome · Geoghegan Hart · Gołaś · Halvorsen · Seb. Henao · Ser. Henao · Intxausti · Kiryjenka · Knees · Kwiatkowski · Lawless · López · Moscon · Poels · Puccio · Rosa · Rowe · Sivakov · Stannard · Thomas · Wiśniowski
van Baarle · Basso · Bernal · Castroviejo · de la Cruz · Doull · Dunbar · Elissonde · Froome · Ganna · Geoghegan Hart · Gołaś · Halvorsen · Seb. Henao · Kiryjenka · Knees · Kwiatkowski · Lawless · Moscon · Narváez · Poels · Puccio · Rosa · Rowe · Sivakov · Sosa · Stannard · Swift · Thomas
Bennett · Bettiol · Caicedo · Carthy · Clarke · Cort · Craddock · Docker · Guerreiro · Halvorsen · Higuita · Hofland · Howes · Kangert · Keukeleire · Langeveld · Martínez · Morton · Owen · Powless · Rutsch · Scully · Urán · Van den Berg · Van Garderen · Vanmarcke · Villalobos (tot 1 augustus) · Whelan · Woods · Bissegger (stagiair)
Abrahamsen · Andersen · Blikra · Charmig · Dversnes · Eg · Gregaard · Gudmestad · Halvorsen · Hansen · Hindsgaul · Holter · Hulgaard · A. Johannessen · T. Johannessen · K. Kulset · S. Kulset · Larsen · Levy · Resell · Saugstad · A. Skaarseth · I. Skaarseth · Sleen · Tiller · Træen · Urianstad · Wærenskjold · Wærsted
Abrahamsen · Andersen · Bendixen · Blikra  · Blume Levy · Charmig · Dversnes · Eg · Fredheim · Gregaard · Gudmestad · Halvorsen · Hindsgaul · Holter · A. Johannessen · T. Johannessen · Kristoff · M. Kulset · S. Kulset · Larsen · Norman Leth · Resell · Sander Hansen · Skaarseth · Tiller · Træen · Urianstad · Wærenskjold